# Beyond the Neighbourhood
Beyond the Neighbourhood is het derde volwaardige muziekalbum van de Britse band Athlete. Door toepassing van nieuwe technieken binnen het instrumentarium en vooruitgang binnen de groep, klinkt het album meer volwassen, steviger en experimenteler dan de eerste twee albums. Het album is opgenomen in hun eigen Unit 9-studio. Ook qua productie heeft men het allemaal in eigen hand.

## Musici
- Joel Pott – zang, gitaar
- Stephen Roberts – drums en zang
- Tim Wanstall – toetsen en zang
- Carey Willetts - basgitaar en zang
- Jonny Pilcher – gitaar.

## Composities
1. In between two states
2. Hurricane (over de te verwachten ellende bij komende stormen)
3. Tokyo
4. Airport disco
5. It's not your fault
6. The outsiders
7. Flying over busstops
8. Second hand stores
9. In the library
10. Best not to think about it
11. This is that I sound like

Hurricane en Tokyo worden in het Verenigd Koninkrijk uitgebracht als singles.